# مک‌اوانز

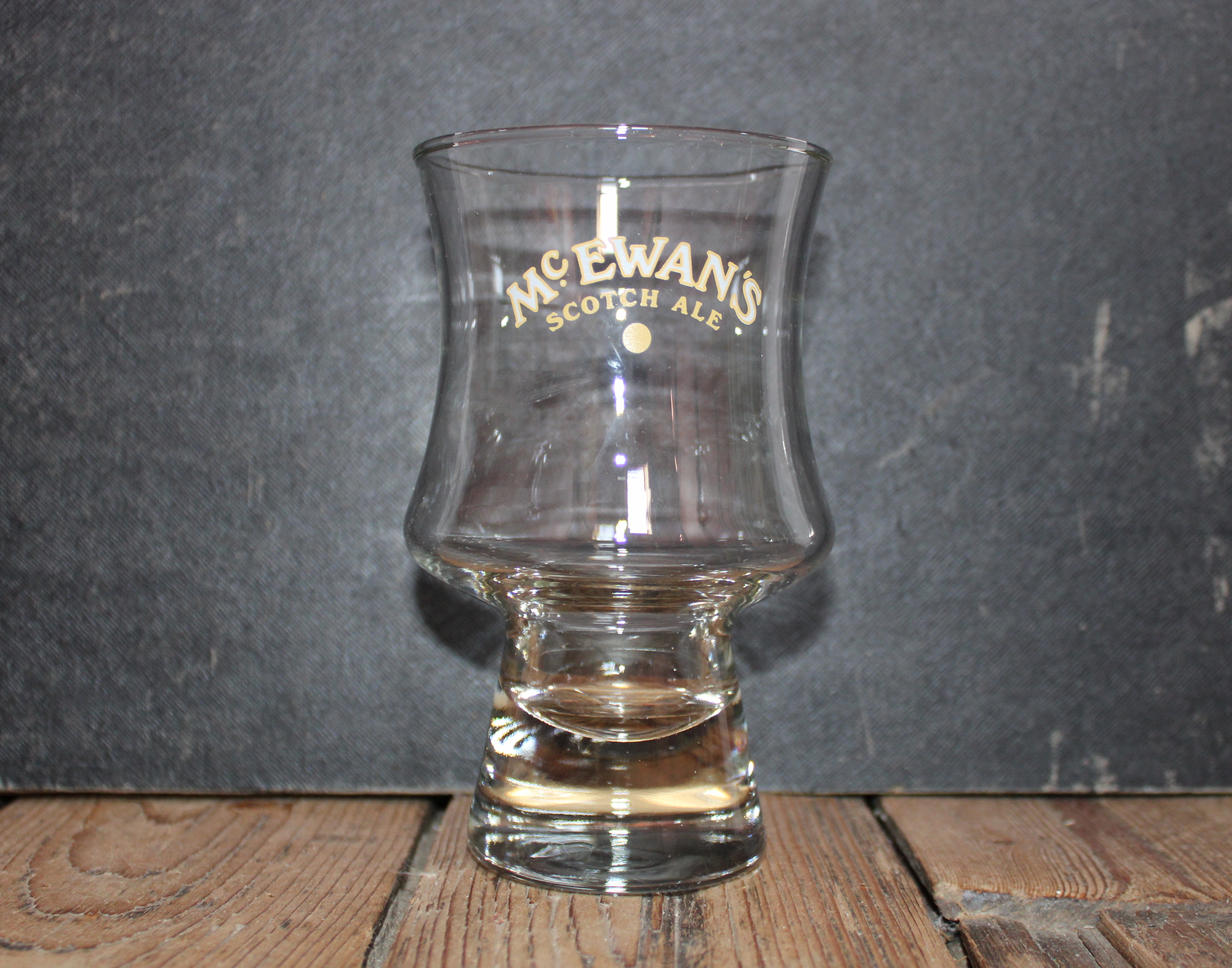
یک شات مک اوانز!

مک‌اوانز (انگلیسی: McEwan's) شرکت نوشیدنی اسکاتلندی است، که در سال ۱۸۵۶ تأسیس شد.